# Alexandra Mountains
Die Alexandra Mountains sind eine Gruppe niedriger separierter Berge im Norden der Edward-VII-Halbinsel südwestlich der Sulzberger Bay im westantarktischen Marie-Byrd-Land.
Teilnehmer der britischen Discovery-Expedition (1901–1904) entdeckten sie im Januar 1902 bei der Fahrt entlang des Ross-Schelfeises. Namensgeberin ist Alexandra von Dänemark (1844–1925), Ehefrau des britischen Monarchen Edward VII.